# Walnut Creek, California
Walnut Creek, California là một thành phố thuộc quận Contra Costa trong tiểu bang California, Hoa Kỳ. Thành phố có tổng diện tích 19,769 dặm vuông Anh (51,20 km2), trong đó diện tích đất là 19,757 dặm vuông Anh (51,17 km2). Theo điều tra dân số Hoa Kỳ năm 2010, thành phố có dân số 64.173 người, là thành phố lớn thứ 97 bang California năm 2010.
Walnut Creek là một thành phố kết hợp nằm 16 dặm (26 km) về phía đông của thành phố Oakland. Nó nằm trong khu vực Đông Vịnh San Francisco. Trong khi không lớn như Concord láng giềng, Walnut Creek phục vụ như là trung tâm kinh doanh và giải trí cho các thành phố lân cận trong phạm vi trung tâm quận Contra Costa, một phần do vị trí của nó tại đường giao nhau của đường cao tốc từ Sacramento và San Jose (I-680) và San Francisco / Oakland (SR-24), cũng như khả năng tiếp cận của nó bởi BART.